# Mesopteris
Mesopteris, rod papratnjača iz porodice Thelypteridaceae, dio reda osladolike. Postoji 6 vrsta u južnoj Kini i sjevernoj Indokini
Rod je opisan 1978.

## Vrste
1. Mesopteris attenuata (Kuntze) S. E. Fawc. & A. R. Sm.
2. Mesopteris ceramica (Alderw.) S. E. Fawc. & A. R. Sm.
3. Mesopteris kiauensis (C. Chr.) S. E. Fawc. & A. R. Sm.
4. Mesopteris paraphysophora (Alderw.) S. E. Fawc. & A. R. Sm.
5. Mesopteris pseudostenobasis S. E. Fawc. & A. R. Sm.
6. Mesopteris tonkinensis (C. Chr.) Ching